# Herlincourt
 Herlincourt  es una población y comuna francesa, situada en la región de Norte-Paso de Calais, departamento de Paso de Calais, en el distrito de Arras y cantón de Saint-Pol-sur-Ternoise.

## Demografía
| 115 | 92 | 67 | 94 | 110 | 112 |
| Para los censos de 1962 a 1999 la población legal corresponde a la población sin duplicidades (Fuente: INSEE [Consultar]) |    |    |    |     |     |